# Brotogeris chrysoptera
Brotogeris chrysoptera là một loài chim trong họ Psittacidae.
Loài vẹt này được tìm thấy ở Brazil, Guiana thuộc Pháp, Guyana, Suriname, (Guianas) và Venezuela ở phía đông lưu vực sông Amazon và khu vực hạ lưu sông Orinoco ở miền đông Venezuela. Môi trường sống tự nhiên của loài này là vùng đất thấp nhiệt đới hoặc cận nhiệt đới rừng và rừng cũ bị suy thoái nặng nề.